# Кольбаев, Садык
Садык Кольбаев, другой вариант фамилии — Кульбаев (каз. Садық Көлбаев, 14 октября 1903 года, село Георгиевка, Туркестанский край) — колхозник, звеньевой колхоза «Казахстан», Герой Социалистического Труда (1948).

## Биография
Родился 10 октября 1903 года в селе Герогиевка (сегодня — село Коксаек Толебийского района Южно-Казахстанской области, Казахстан). Происходит из рода жаныс племени дулат C раннего возраста батрачеством. В 1929 году вступил в колхоз «Казахстан». Первоначально трудился рядовым колхозником, затем был назначен звеньевым полеводческого звена.
В 1947 году полеводческое звено под руководством Садыка Кольбаева собрало на всей площади засеянного поля на 40 % запланированного урожая, а на участке 25 гектаров было собрано по 30 центнеров зерновых. За этот трудовой подвиг был удостоен в 1948 году звания Героя Социалистического Труда.
Вышел на пенсию в 1965 году.

## Награды
- Герой Социалистического Труда — указом Президиума Верховного Совета СССР от 28 марта 1948 года;
- Орден Ленина.